# L'esperança del navegant
 L'esperança del navegant és una sèrie de pintures realitzada per Joan Miró entre 1968 i 1973, la major part de les quals actualment pertanyen a la col·lecció permanent de la Fundació Joan Miró de Barcelona, gràcies a una donació de Pilar Juncosa. La resta d'obres de la sèrie es conserven a diverses col·leccions privades.

## Història
A diferència d'altres obres de la mateixa època que estaven clarament vinculades amb esdeveniments històrics i polítics del moment, com ara L'esperança del condemnat a mort amb la condemna i execució de l'activista anarquista Puig Antich per part del règim del general Franco, o les seves anomenades pintures cremades, que en part poden haver estat un reflex dels esdeveniments revolucionaris del maig de 1968, amb la sèrie l'Esperança del navegant resulta més difícil establir una connexió directa amb el context de l'artista.
Entre els anys 1968 i 1973 Miró s'ha retirat ja a l'illa de Mallorca i està immers en un procés creatiu que el porta a consolidar el seu estil i explorar noves vies, entre les quals destaca un renovat interès per la cultura oriental. Jacques Dupin assenyala la influència que va tenir en Miró l'art japonés, que en aquestes obres es pot apreciar si interpretem les línies com a gestos cal·ligràfics sobre taques de color intens. Tal com explica Pilar Cabañas, de la Universitat Complutense de Madrid, aquesta influència va ser recíproca i venia de lluny. Durant l'Exposició Surrealista que tingué lloc a Tokio el 1937, l'artista japonès Shûzô Takiguchi va escriure la primera crítica japonesa de Miró. Ambdós artistes es van conèixer i van manifestar la seva voluntat d'establir alguns tipus de col·laboració però a conseqüència de problemes personals i del precari estat de salut de Takiguchi, aquesta col·laboració no es va materialitzar fins al 1967, just un any abans de la primera obra de la sèrie L'esperança del navegant. Aquell any, al catàleg de l'exposició de Miró a la galeria Maeght apareixen diversos poemes il·lustrats pel mateix Miró, entre ells un de Takiguchi. Durant els anys següents i fins a mitjans de la dècada dels setanta, Miró i Takiguchi col·laboraren en diverses ocasions.

## La sèrie
| Registre | Obra                          | Data | Format         | Mides (cm)     | Museu              | Ciutat    | Ref.   |
| -------- | ----------------------------- | ---- | -------------- | -------------- | ------------------ | --------- | ------ |
|          | L'esperança del navegant I    | 1968 | Oli sobre tela | 24,5 × 41 cm   | Fundació Joan Miró | Barcelona | [ 6 ]  |
|          | L'esperança del navegant II   | 1968 | Oli sobre tela | 24 × 41 cm     | Col·lecció privada | ND        | [ 7 ]  |
|          | L'esperança del navegant III  | 1973 | Oli sobre tela | 24,5 × 41 cm   | Fundació Joan Miró | Barcelona | [ 8 ]  |
|          | L'esperança del navegant IV   | 1973 | Oli sobre tela | 24,8 × 41 cm   | Fundació Joan Miró | Barcelona | [ 9 ]  |
|          | L'esperança del navegant V    | 1973 | Oli sobre tela | 24,5 × 41 cm   | Col·lecció privada | ND        | [ 10 ] |
|          | L'esperança del navegant VI   | 1973 | Oli sobre tela | 24,3 × 41m5 cm | Fundació Joan Miró | Barcelona | [ 11 ] |
|          | L'esperança del navegant VII  | 1973 | Oli sobre tela | 24,5 × 41 cm   | Col·lecció privada | ND        | [ 12 ] |
|          | L'esperança del navegant VIII | 1973 | Oli sobre tela | 24 × 41 cm     | Col·lecció privada | ND        | [ 7 ]  |

## Anàlisi
Segons Dupin, en aquestes obres es pot apreciar una tècnica que Miró repeteix sovint durant el 1968, caracteritzada per grafismes negres sobre fons colorits o, al contrari, taques colorides sobre fons foscos o directament negres. Són evidents les semblances entre les primeres dues obres de la sèrie L'esperança del navegant, corresponents al 1968, i l'obra de Miró L'esperança del condemnat a mort, especialment en el gest i en l'ús de la relació entre la figura i el fons. En contraposició, la resta d'obres de la sèrie, que corresponen al 1973, són molt més properes a l'obra La Chanson des voyelles, pintada el 1966 i conservada al MoMA de Nova York. A diferència de com Miró havia usat el color negre a les pintures sobre la Guerra civil espanyola, ara el negre perd el dramatisme que havia assolit i esdevé un fons de matisos subtils damunt del qual es despleguen traços i formes arrodonides blanques i de colors. A les darreres obres de la sèrie les línies augmenten de gruix, els fons negres estan compensats per masses de color més grans que guanyen protagonisme i el traç s'acosta a la cal·ligrafia oriental.
| «         | "Si, en un moment donat, (Miró) ha col·locat una taca vermella, pot estar segur que era allà, i no en un altre lloc, on havia d'estar .... Tregui-la, i el quadre cau | » |
| — Matisse | |   |

Joan Maria Minguet, en parlar de l'obra, comenta: «Miró connecta de ple amb la modernitat del seu temps i atribueix un poder màgic al seu alfabet de signes, cosa que fa de l'aparent simplicitat una alta expressivitat. Aquí fa bona la dita brossiana que, en el bon art, menys és més.»